# 金曜劇場 (日本テレビ)
金曜劇場（きんようげきじょう）は、日本テレビ系列で、1966年11月4日から1985年9月27日まで、毎週金曜日21:00 - 21:54（JST、1972年9月までは21:56まで、1975年9月までは21:55まで）に放送されていたテレビドラマの枠である。

## 来歴
1966年「グランプリ劇場」の枠名でスタート。1968年4月期からの『われら弁護士』は「サスペンス劇場」という枠名で、ここまではモノクロ放送。1968年11月からの『東京バイパス指令』からカラー放送となり、これと1970年の『ゴールドアイ』の2作品は「トヨタサスペンス劇場」という枠名となった。その後、1970年の「大将」からは現在の枠名に変更された。
1985年10月改編で「水曜ロードショー」（→「金曜ロードショー(第1期)→金曜ロードSHOW!→金曜ロードショー(第2期)」）と枠交換の形で終了し、ドラマ枠は水曜夜10時枠に引き継がれていった。

## 提供
「グランプリ劇場」時代はトヨタ自動車工業/トヨタ自動車販売（双社共に現：トヨタ自動車、以下トヨタ）が、前期はライオン油脂（現：ライオン）、後期は松坂屋と二社で提供していたが、「サスペンス劇場」からトヨタの一社提供に変更、そして第2作「東京バイパス指令」よりトヨタグループ単独提供に拡大した。
その後「金曜劇場」に変更してもトヨタグループ単独提供は継続され、枠名は「トヨタ金曜劇場」とされていたが、1974年4月開始の「あやとり」よりトヨタが撤退し、以後は複数社提供となった。
なおトヨタグループは、撤退1年後の1975年4月6日より日曜22:00 - 22:30で開始する『トヨタ日曜ドキュメンタリー 知られざる世界』で単独提供を再開する。

## 作品一覧

### 1960年代
| 作品名           | 放送期間                      | 原作       | 脚本                                                                | 主な出演 | 備考                                                        |
| ---------------- | ----------------------------- | ---------- | ------------------------------------------------------------------- | --- | ----------------------------------------------------------- |
| 宴               | 1966年11月4日 - 1967年1月27日 | 糸魚川浩   | 久板栄二郎                                                          | 高橋幸治、小山明子、津川雅彦、園井啓介、岡田英次、藤原釜足、坪内美詠子、江幡高志、長谷川明男、菅原文太                           | ここから「グランプリ劇場」                                  |
| おけいちゃん     | 1967年2月3日 - 4月28日        | 川口松太郎 | 井手俊郎 立花明                                                     | 山本富士子、桜むつ子、福田公子、西沢利明、木の実ナナ、北沢彪、小夜福子、馬淵晴子、山東昭子、山内明、殿山泰司、岸田今日子、山村聡 |                                                             |
| おやじはおやじ   | 1967年5月5日 - 7月28日        |            | 富田義朗 高橋二三                                                   | 東野英治郎、市原悦子、山本陽子、千石規子、勝呂誉、沢村貞子、岡崎二朗、福田豊土                                                   |                                                             |
| はいから鯉さん   | 1967年8月4日 - 10月27日       |            | 早坂暁                                                              | 京マチ子、進藤英太郎、尾上辰之助、中村嘉葎雄、ジェリー藤尾、杉浦直樹、観世栄夫、ハナ肇、宍戸錠、市原悦子、沢村貞子               |                                                             |
| 愛と哀しみの時   | 1967年11月3日 - 1968年1月26日 | 室生犀星   | 寺島アキ子                                                          | 藤純子、山村聡、高橋悦史、山田吾一、田村正和、磯野洋子、宝生あやこ、木暮実千代                                                   | ここまで「グランプリ劇場」                                  |
| われら弁護士     | 1968年2月2日 - 10月25日       |            | 布施博一 岡本克己 井手雅人 高橋玄洋 石堂淑朗 小林啓三郎             | 山村聡、杉浦直樹、山田吾一、山﨑努、米倉斉加年、松山英太郎、宮本信子、高野浩幸                                                   | この作品のみ「サスペンス劇場」 この作品までモノクロ放送     |
| 東京バイパス指令 | 1968年11月8日 - 1970年1月30日 | 荒木芳久   | 須崎勝弥 小川英 阿部桂一 田代淳二 高橋二三 伴田充 下飯坂菊馬 高久進 | 夏木陽介、竜雷太、清水将夫、藤木悠、柏木由紀子、白川由美、西田佐知子、成川哲夫、宮口精二、穂積隆信                               | この作品のみ「トヨタサスペンス劇場」 この作品からカラー放送 |

### 1970年代
| 作品名                          | 放送期間                       | 原作       | 脚本                                                              | 主な出演 | 備考                                 |
| ------------------------------- | ------------------------------ | ---------- | ----------------------------------------------------------------- | --- | ------------------------------------ |
| ゴールドアイ                    | 1970年2月6日 - 8月7日          | 生島治郎   | 中島貞夫                                                          | 芥川比呂志、高松英郎、吉田輝雄、待田京介、若林豪、柴俊夫、藤岡弘、宮園純子、岩井友見                                                                                     | この作品のみ「トヨタサスペンス劇場」 |
| 輝ける塔                        | 1970年8月14日 - 9月11日        |            | 石松愛弘                                                          | 夏木陽介、松尾嘉代、岡田英次、宮口精二 | ここから枠名なし                     |
| 憎いあんちくしょう              | 1970年9月18日 - 10月16日       | 山田信夫   | 山田正弘                                                          | 石坂浩二、加賀まりこ、吉田美智子、常田富士男 |                                      |
| 昨日と明日の間                  | 1970年10月23日 - 11月20日      | 井上靖     | 窪田篤人                                                          | 天知茂、村松英子、山形勲、松岡きっこ |                                      |
| 大将                            | 1970年11月27日 - 1971年2月19日 | 柴田錬三郎 | 下飯坂菊馬                                                        | 長門勇、笠智衆、野添ひとみ、江原真二郎、野川由美子、沢村貞子 | ここから「トヨタ金曜劇場」           |
| どんとこい                      | 1971年2月26日 - 8月20日        | 花登筺     | 花登筺                                                            | 緒形拳、長山藍子、磯村みどり、久慈あさみ、梓英子、沢本忠雄、沢村貞子、堺正章、左とん平                                                                                   |                                      |
| 花は花よめ （第1シリーズ）      | 1971年8月27日 - 1972年1月21日  | 岡本克己   | 岡本克己 布施博一                                                 | 吉永小百合、児玉清、淡島千景、松山政路、小松政夫、皆川おさむ |                                      |
| 恋は初恋                        | 1972年1月28日 - 5月5日         |            | 安倍徹郎                                                          | 藤岡琢也、佐久間良子、日色ともゑ、ちあきなおみ |                                      |
| 女ですもの                      | 1972年5月12日 - 8月18日        |            | 布施博一 岡本克己                                                 | 三田佳子、皆川おさむ、淡島千景、河内桃子、細川俊之 |                                      |
| 花は花よめ （第2シリーズ）      | 1972年8月25日 - 1973年5月4日   |            | 岡本克己 柴英三郎                                                 | 吉永小百合、原知佐子、内藤武敏、細川ちか子 | 1972年10月より21:55終了（1分縮小）   |
| 恋は大吉                        | 1973年5月11日 - 11月16日       |            | 岡本克己 布施博一                                                 | 森雅之、千秋実、松山政路、麻丘めぐみ、ちあきなおみ |                                      |
| くるくるくるり                  | 1973年11月23日 - 1974年4月5日  |            | 藤本義一                                                          | 萩原健一、島田陽子、伴淳三郎、森本レオ、研ナオコ、香山美子、宍戸錠、三ツ矢歌子、細川俊之、小松政夫                                                                       | ここまで「トヨタ金曜劇場」           |
| あやとり                        | 1974年4月12日 - 10月4日        |            | 若杉光夫                                                          | 池内淳子、長門裕之、火野正平、宇野重吉、笠智衆、綿引勝彦、佐藤オリエ、森本レオ、山田五十鈴、名古屋章                                                                     | これ以降「金曜劇場」                 |
| 花は花よめ （第3シリーズ）      | 1974年10月11日 - 1975年4月4日  |            | 岡本克己 布施博一                                                 | 真野響子、児玉清、斎藤こず恵、細川ちか子、桜木健一、都家かつ江、伊東四朗、熊倉一雄、淡島千景、宇野重吉、水谷豊、海老名美どり、内藤武敏                                   |                                      |
| ちんどんどん                    | 1975年4月11日 - 10月10日       |            | 布施博一                                                          | 加藤剛、伴淳三郎、水沢アキ、愛川欽也、石橋正次、園佳也子、春川ますみ、ミヤコ蝶々、谷啓、西川和孝、研ナオコ、竹下景子                                                     | 1975年10月より21:54終了（1分縮小）   |
| 前略おふくろ様 （第1シリーズ）  | 1975年10月17日 - 1976年4月9日  | 倉本聰     | 倉本聰 市川森一 高階有吉 金子成人                                 | 萩原健一、梅宮辰夫、川谷拓三、坂口良子、丘みつ子、小松政夫、田中絹代、室田日出男、北林谷栄、石井富子、桃井かおり、桜井センリ、加藤嘉、名古屋章、小松方正、下元勉、寺田農 |                                      |
| あがり一丁!                     | 1976年4月16日 - 10月8日        |            | 布施博一 森﨑東 田上雄 松原敏春                                   | 松方弘樹、伴淳三郎、淡島千景、石橋正次、水沢アキ、結城美栄子、宇津宮雅代、林寛子、谷啓、由利徹、信欣三、赤木春恵                                                         |                                      |
| 前略おふくろ様 （第2シリーズ）  | 1976年10月15日 - 1977年4月1日  | 倉本聰     | 倉本聰                                                            | 萩原健一、梅宮辰夫、八千草薫、桃井かおり、田中絹代、風吹ジュン、汐路章、志賀勝、坂口良子、下元勉、寺田農、藤田淑子、小松政夫                                             |                                      |
| ちちんぷいぷい                  | 1977年4月8日 - 9月30日         |            | 国弘威雄 布施博一                                                 | 加藤剛、宇野重吉、音無美紀子、林美樹、友里千賀子、山田隆夫、長山藍子 |                                      |
| 祭ばやしが聞こえる              | 1977年10月7日 - 1978年3月31日  |            | 石堂淑朗 長田紀生 大和屋竺 荒木芳久 猪又憲吾 岩元南               | 萩原健一、いしだあゆみ、山崎努、室田日出男、中原ひとみ、村田知栄子、湯沢勉、服部妙子                                                                                     |                                      |
| ハッピーですか?                 | 1978年4月7日 - 6月30日         |            | 森崎東                                                            | 江藤潤、桃井かおり、田中邦衛、岡田奈々、朝丘雪路、葦原邦子、伴淳三郎、泉谷しげる、ハナ肇、志賀勝                                                                         |                                      |
| 犬笛 娘よ、生命の笛を吹け       | 1978年7月7日 - 8月25日         | 西村寿行   | 白井更生                                                          | あおい輝彦、市毛良枝、秋津良子、夏純子、川津祐介 |                                      |
| 消えた巨人軍                    | 1978年9月1日 - 9月29日         | 西村京太郎 | 松木ひろし                                                        | 藤岡弘、水沢アキ、大坂志郎、岡田英次、山田吾一、池部良、西村晃、赤座美代子、大和田伸也、梅津栄                                                                           |                                      |
| 熱中時代                        | 1978年10月6日 - 1979年3月30日  |            | 布施博一 松原敏春 桃井章 大和屋竺 森崎東                          | 水谷豊、志穂美悦子、音無美紀子、島村佳江、小倉一郎、山口崇、執行佐智子、小松方正、船越英二、草笛光子、太川陽介、池上季実子、谷隼人、奥村公延                             |                                      |
| 欽ちゃんドラマ・Oh!階段家族!!   | 1979年4月6日 - 9月21日         |            | 服部佳 金子成人 河野洋 岩城未知男 北井遙 高階秋成 大岩賞介 森崎東 | 萩本欽一、水の江滝子、浜木綿子、菅原洋一、井上純一、清水由貴子、杉田かおる                                                                                               |                                      |
| 欽ちゃん劇場・とり舵いっぱーい! | 1979年9月28日 - 1980年3月21日  |            |                                                                   | 浜木綿子、松田洋治、志方亜紀子、岩崎良美、萩本欽一、水の江滝子、井上純一、長谷直美、川津祐介                                                                             |                                      |

### 1980年代
| 作品名                            | 放送期間                      | 原作       | 脚本                            | 主な出演 |
| --------------------------------- | ----------------------------- | ---------- | ------------------------------- | --- |
| 真夜中のヒーロー                  | 1980年3月28日 - 5月23日       |            | 田中陽造 水口望                 | 岸本加世子、芦田伸介、大場久美子、岩城滉一、伊東四朗、結城しのぶ、三宅邦子、渡辺美佐子、植木等、日下武史、タモリ                                   |
| 黄金の犬                          | 1980年5月30日 - 7月25日       | 西村寿行   | 白井更生                        | 長谷川真砂美、伊藤敏八、市毛良枝、永井秀和、天田俊明、山田吾一、山形勲、夏木陽介、木村元                                                           |
| 欽ちゃんのちゃーんと考えてみてネ! | 1980年8月1日 - 1981年4月17日  |            | 萩原美和子                      | 萩本欽一、浜木綿子、吉田日出子、牟田悌三、藤木悠、高野浩幸、藤村俊二                                                                               |
| 私はタフな女                      | 1981年4月24日 - 9月25日       |            | 鎌田敏夫                        | 研ナオコ、酒井和歌子、江波杏子、三國連太郎、松崎しげる、新沼謙治                                                                                   |
| 花咲け花子 （第1シリーズ）        | 1981年10月2日 - 1982年1月29日 |            | 松原敏春 ジェームス三木         | 泉ピン子、音無美紀子、坂上二郎、大場久美子、山下真司、小野寺昭、大出俊、内田朝雄、川上麻衣子、佐藤B作、篠ひろ子                                    |
| 田中丸家御一同様                  | 1982年2月5日 - 5月21日        |            | 金子成人                        | 森光子、坂口良子、秋野暢子、江本孟紀、石原真理子、中井貴恵、梨本謙次郎、近藤正臣、池部良、沢田亜矢子、藤村俊二、深水三章、柄本明、北村和夫、柳生博 |
| あっけらかん                      | 1982年5月28日 - 8月20日       |            | 岩間芳樹 高階和雄 久貴千彩子    | 佐久間良子、泉谷しげる、田中好子、中谷一郎、下條アトム、高森和子、中原早苗、せんだみつお                                                           |
| ホームスイートホーム              | 1982年8月27日 - 11月5日       |            | 林秀彦                          | 桃井かおり、西城秀樹、松田優作、藤谷美和子、南田洋子、宇野重吉、前田吟、安田成美、津川雅彦、夏桂子、南美江、中条静夫                               |
| せーの!                           | 1982年11月12日 - 1983年4月1日 |            | 高橋正圀                        | 加山雄三、丘みつ子、柴田恭兵、坂上忍、奈良岡朋子、石原真理子、篠ひろ子、赤塚真人、中西良太、アパッチけん、坂本あきら、鈴木ヒロミツ                 |
| 若草学園物語                      | 1983年4月8日 - 9月30日        |            | 布施博一 田波靖男 長野洋 水島総 | 古尾谷雅人、かとうかずこ、船越英二、草笛光子、木内みどり、赤座美代子、奥村公延、蟹江敬三、原田大二郎、村田雄浩、ベンガル、山田邦子、ポール牧       |
| 花咲け花子 （第2シリーズ）        | 1983年10月7日 - 1984年3月2日  |            | 松原敏春                        | 泉ピン子、石野真子、大沢逸美、土田早苗、嶋大輔、佐藤B作、南田洋子、松原智恵子、小野寺昭、誠直也、小倉一郎、なべおさみ、中西良太                    |
| 昨日、悲別で                      | 1984年3月9日 - 6月1日         |            | 倉本聰                          | 天宮良、五月みどり、斉藤慶子、梨本謙次郎、布施博、大滝秀治、石田えり、千秋実、林家こぶ平、荻島真一                                                 |
| 25才たち・危うい予感              | 1984年6月8日 - 8月31日        |            | 金子成人 宮村優子               | 桜田淳子、宮崎美子、萬田久子、中井貴恵、大友柳太朗、世良公則、三浦洋一、久我美子、中条静夫、小林稔侍                                               |
| 瑠璃色ゼネレーション              | 1984年9月7日 - 10月26日       | 柳沢きみお | 丸山昇一                        | 風間杜夫、田中好子、手塚理美、柴田恭兵、桂文珍、高田みづえ、米倉斉加年、原真祐美、岡本麗                                                           |
| 名門私立女子高校                  | 1984年11月2日 - 1985年1月25日 |            | 林秀彦                          | 西田敏行、桃井かおり、石原真理子、伊武雅刀、南野陽子、岩城滉一、有森也実、秋野暢子、夏桂子、天宮良、内藤武敏                                       |
| ママたちが戦争を始めた!           | 1985年2月1日 - 3月29日        |            | 鎌田敏夫                        | 十朱幸代、沢田亜矢子、汀夏子、井上純一、萬田久子、高林由紀子、野村真美、中村れい子、清水クーコ、山田邦子、若林豪、根岸明美                         |
| ニッポン親不孝物語                | 1985年4月12日 - 7月5日        |            | 重森孝子                        | 近藤真彦、坂上忍、市原悦子、天知茂、萩原流行、美保純、三上博史、中田喜子、永瀬正敏                                                                 |
| 家族ジャングル                    | 1985年7月12日 - 9月27日       |            | 松原敏春                        | 丘みつ子、三田寛子、大西結花、松田洋治、木之元亮、桂文珍、夏木マリ                                                                                 |

## ネット局について
- テレビ信州は当時テレビ朝日系列とのクロスネット編成の都合により、月曜夜10時からの放送だった。テレビ信州開局以前はフジテレビ系列の長野放送で番販扱いで放送された。
- 沖縄県ではTBS系列の琉球放送が日曜夕方6時（それまでは5時半）から放送していた。この関係で「JNN報道特集」は日曜夕方移行後半年間未放送だった（本来ならJNN協定違反であるが、日本テレビ系列局がないことから例外措置がとられた）が、同番組の放送が再開されてからは夕方4時30分に繰り上げ、さらに1983年4月にはフジテレビ系列の沖縄テレビに移行した。
- 石川県では放映当時NNN系列がなかったため北陸放送（TBS系列）と石川テレビ放送（フジテレビ系列）で番販扱いで放送された。
- 熊本県では1982年4月の熊本県民テレビ開局までは熊本放送（TBS系列）とテレビ熊本（2局時代はフジテレビとテレビ朝日の3局クロスネット）で番販扱いで放送された。